# Цайссер, Вильгельм
Вильгельм Цайссер (нем. Wilhelm Zaisser, 20 июня 1893, Гельзенкирхен — 3 марта 1958, Берлин) — немецкий коммунист, министр государственной безопасности ГДР в 1950—1953 годы.

## Биография
Окончил народную школу и учительскую семинарию. В Первую мировую войну служил в германской армии, лейтенант. После войны работал учителем в Эссене, где вступил в Союз Спартака, затем в КПГ. В 1920 году во время путча Каппа возглавлял Рурскую красную армию, за что был осужден на шесть месяцев тюремного заключения.
После освобождения работал редактором коммунистической газеты «Рурское эхо» и в профсоюзах. Делегат II Конгресса Профинтерна в Москве. В 1924 году окончил специальные военные курсы в Москве, после чего продолжал возглавлять военные аппараты. Руководил подрывной работой против французов в оккупированной ими Рурской области.
С ноября 1925 года по линии советской разведки направлен на нелегальную работу в Палестину и Сирию, где работал до весны 1926 года. Возвратившись в Германию, руководил нелегальными военными курсами Компартии и редактировал её нелегальный журнал «Октобер». С августа 1927 по февраль 1930 года работал по линии советской военной разведки в Маньчжурии.
В 1932—1935 годах находился в Москве — инструктор Орготдела ИККИ и одновременно преподаватель военного дела в Международной Ленинской школе и КУНМЗ. С 1936 года под псевдонимом Гомес воевал в рядах республиканцев в Испании — организатор и командир 13-й Интербригады.
В годы Второй мировой войны находился в СССР, работал с немецкими пленными.
В 1947 году вернулся в Германию, вступил в СЕПГ. Входил в ЦК и Политбюро СЕПГ. В 1948 — министр внутренних дел Саксонии. С 1949 по 1954 — депутат Народной палаты ГДР. В 1950 году был назначен первым министром государственной безопасности ГДР. 18 июля 1953 года Цайссер вместе с Рудольфом Гернштадтом был исключен из Политбюро и ЦК СЕПГ и смещен с должности министра. Его обвинили в «капитулянтских настроениях», поскольку он якобы предлагал «отдать Восточную Германию Западной Германии». Новым главой МГБ стал Эрнст Волльвебер. В 1954 году за антипартийную и фракционную деятельность исключен из партии.